# Trolebuses de Krasnodar
Los trolebuses de Krasnodar (del ruso: Краснодарский троллейбус) son el sistema de trolebuses de la red de transporte público de la ciudad de Krasnodar, centro administrativo del krai de Krasnodar, en Rusia.

## Historia
La primera línea de trolebuses de la ciudad fue inaugurada el 28 de junio de 1950. En la actualidad son 19 las líneas que prestan servicio a los habitantes de la ciudad.

## Líneas[1]
.

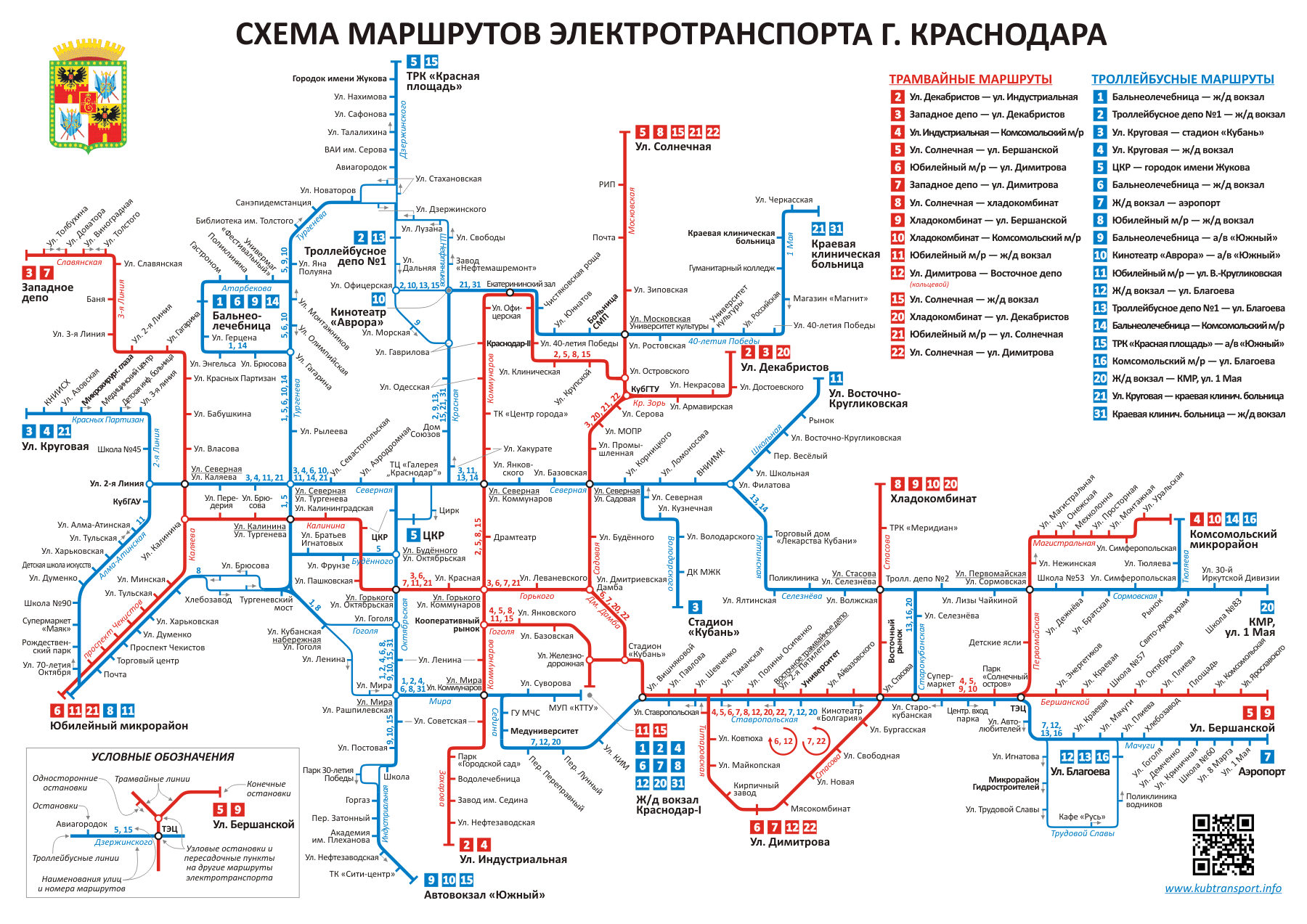
Rutas de los tranvías de Krasnodar en 2013 (en azul, en rojo los tranvías).

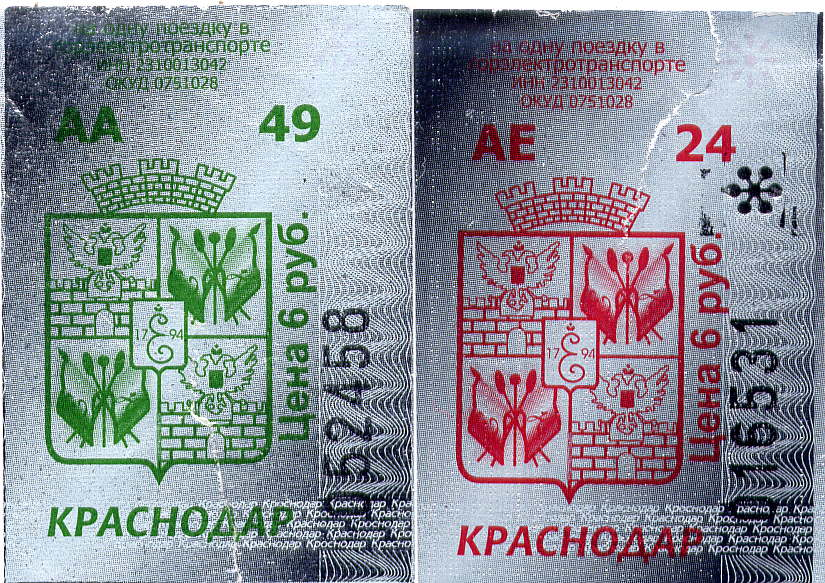
Billetes del transporte público de Krasnodar

- 1. Balneolechebnitsa — Estación de ferrocarril Krasnodar-I.
- 2. Cochera n.º 1 — Estación de ferrocarril Krasnodar-I.
- 3. Stadion "Kubán" — Calle Krugovaya.
- 4. Calle Krugovaya — Estación de ferrocarril Krasnodar-I.
- 5. TSKP (Mercado central koljosiano) — Centro municipal "Krásnaya Ploshchad" (barrio Zhúkov).
- 6. Balneolechebnitsa — Estación de ferrocarril Krasnodar-I.
- 7. Estación de ferrocarril Krasnodar-I — Aeropuerto de Pashkovski.
- 8. Mikroraión Yubileini — Estación de ferrocarril Krasnodar-I
- 9. Balneolechebnitsa — Estación de autobuses Yuzhni.
- 10. Teatro Avrovra — Estación de autobuses Yuzhni.
- 11. Mikroraión Yubileini — Calle Vostochno-Kruglikovskaya.
- 12. Estación de ferrocarril Krasnodar-I — Mikroraión Guidrostrotelei (calle Blagoyeva).
- 13. Cochera n.º 1 — Mikroraión Guidrostrotelei (calle Blagoyeva).
- 14. Balneolechebnitsa — Mikroraión Komsomolski (calle Urálskaya).
- 15. Centro municipal "Krásnaya Ploshchad" (barrio Zhúkov) — Estación de autobuses Yuzhni.
- 16. Mikroraión Guidrostrotelei (calle Blagoyeva) — Mikroraión Komsomolski (calle Urálskaya).
- 20. Estación de ferrocarril Krasnodar-I — Mikroraión Komsomolski (calle 1 Maya).
- 21. Calle Krugovaya — Hospital Clínico del Krai.
- 31. Hospital Clínico del Krai — Estación de ferrocarril Krasnodar-I.

En el sistema de la ciudad hay dos cocheras, la N.º 1 (desde 1960, para las rutas 1, 2, 4, 5, 6, 8, 9, 10, 15, 21 y 31) y la n.º 2 (desde 1975, para las rutas 3, 7, 11, 12, 13, 14, 16, 20).

## Modelos usados
En la ciudad se han usado y se usan los modelos ZIU-9, BT3-52761, BT3-5276-04, Trolza-5265 Megápolis, VM3-5298.01-50 Avangard, Trolza-5275.06 Óptima y ZVARZ-MAZ-6275.